# 千葉紀佳
真田 典佳（さなだ のりか、2005年7月13日 - ）は、日本のファッションモデル。旧芸名は「千葉紀佳」。愛知県名古屋市出身。アイドルグループHACKの元メンバー。

## 経歴
2021年4月18日、東京ガールズコレクションがプロデュースする、オーディションプロジェクト「DUO presents TGC AUDITION 2021」にてエイジアプロモーションに1位指名され芸能界入り。
2023年6月10日、アイドルグループ「HACK」のメンバーとなる。
同年7月6日に体調不良によりHACKのメンバーとしての活動休止を発表し、同月31日に脱退を発表した。

## 人物
趣味はアニメ鑑賞、メイク。特技はスイーツ作り、鉄棒。

## 出演
- 今日、好きになりました。第58弾（2023年11月20日 - 、AbemaTV）